# Landschaftsschutzgebiet Offenland um Ennert und Remblinghausen

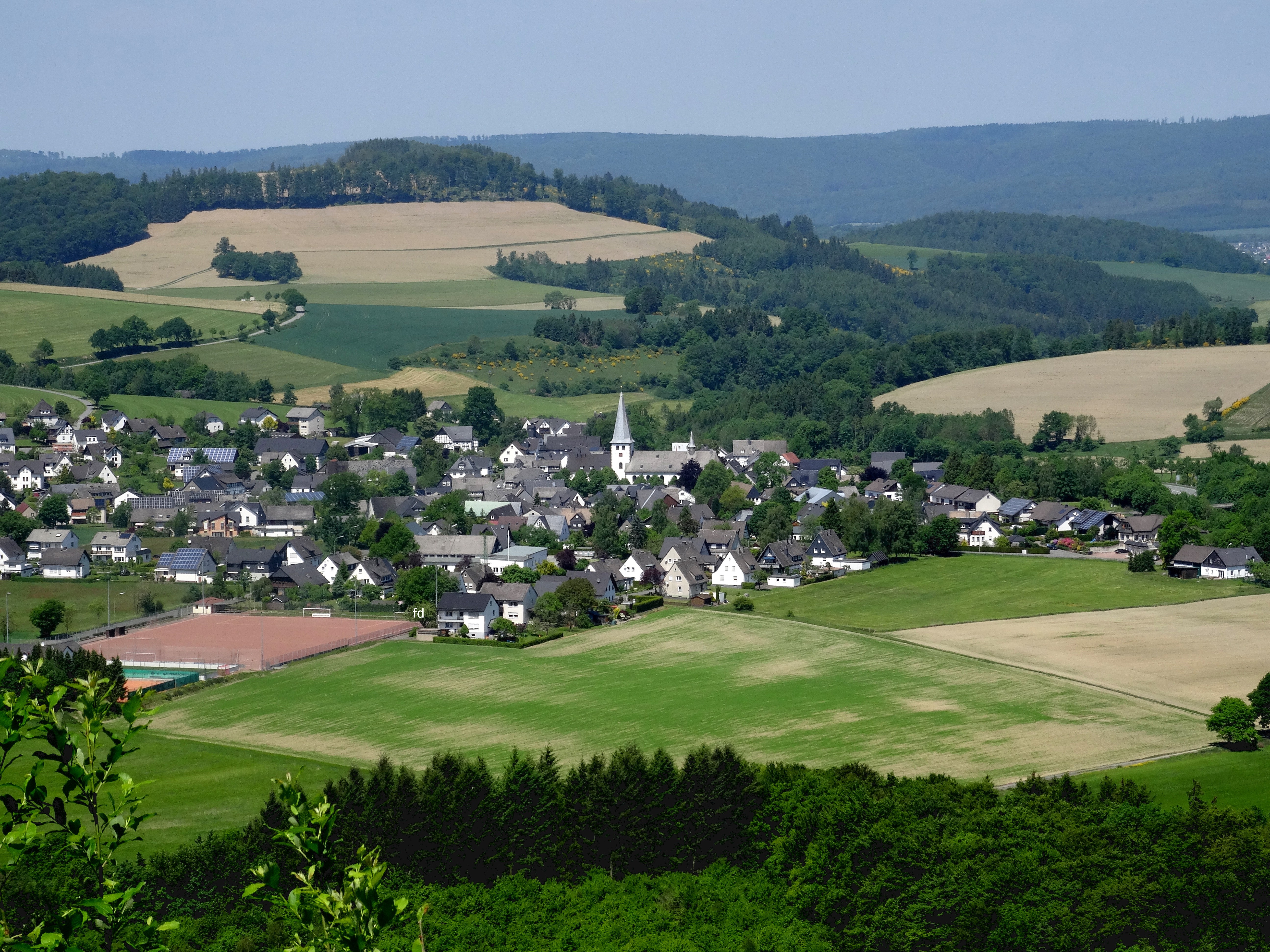
Landschaftsschutzgebiet Offenland um Ennert und Remblinghauseen ums Dorf

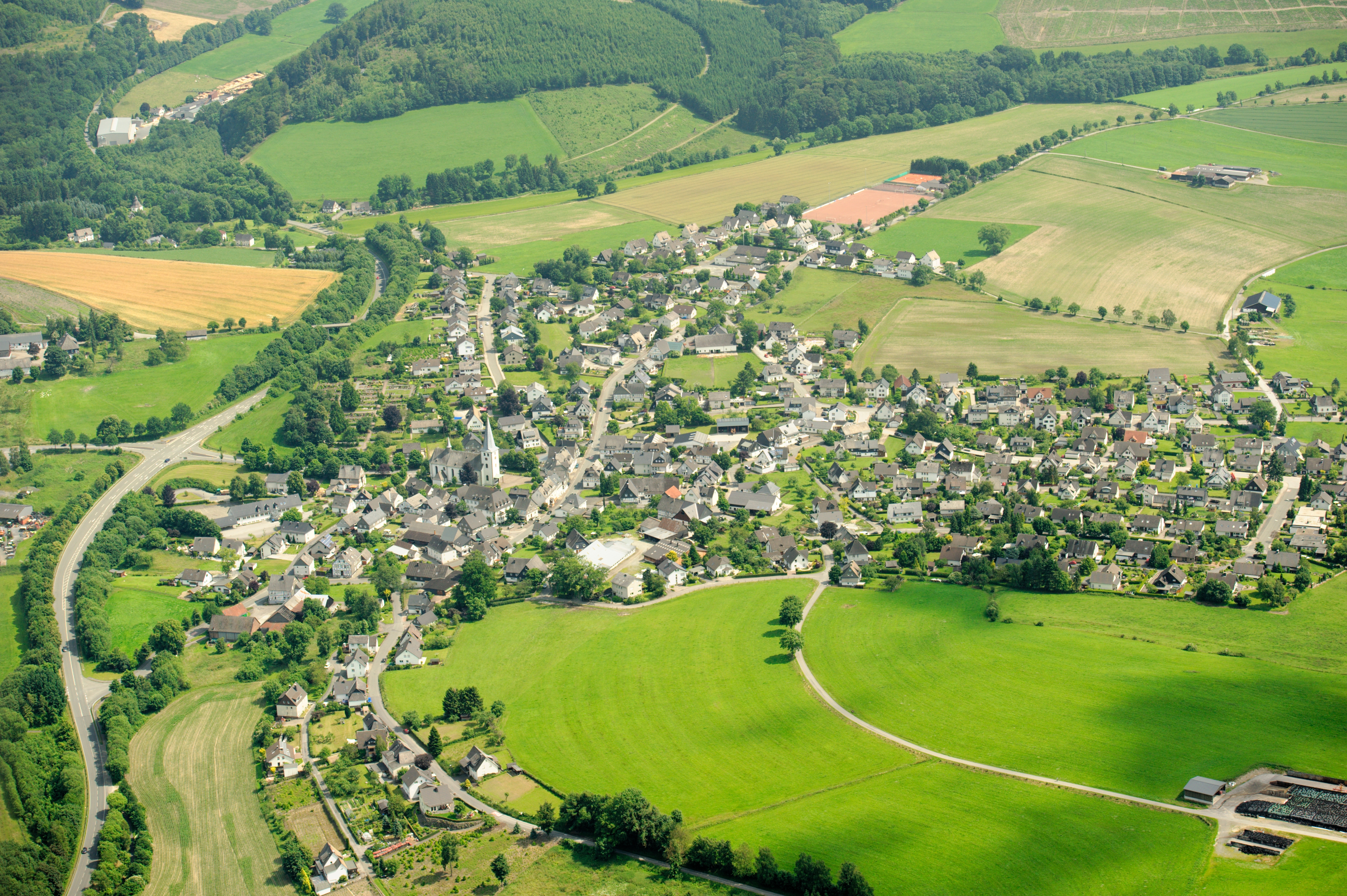
Luftbild vom LSG

Das Landschaftsschutzgebiet Offenland um Ennert und Remblinghausen mit 82,66 ha liegt südwestlich von Remblinghausen im Stadtgebiet von Meschede im Hochsauerlandkreis. Es wurde 1994 mit dem Landschaftsplan Meschede durch den Kreistag des Hochsauerlandkreises als Landschaftsschutzgebiet (LSG) ausgewiesen. Die Fläche des heutigen LSG wurde als zwei LSG mit dem Namen Landschaftsschutzgebiet Ennert und einer Flächengröße von 16,5 ha sowie als Landschaftsschutzgebiet Freiflächen südlich Remblinghausen mit einer Flächengröße von 40,1 ha ausgewiesen. Bei der Neuaufstellung des Landschaftsplanes Meschede wurden diese beiden LSG um Flächen vom Landschaftsschutzgebiet Meschede ergänzt und mit verändertem Namen als Landschaftsplangebiet vom Typ B, Kleinflächiger Landschaftsschutz, erneut ausgewiesen. Das LSG ist eines von 102 Landschaftsschutzgebieten in der Stadt Meschede. Dort gibt es ein Landschaftsschutzgebiet vom Typ A, 51 Landschaftsschutzgebiete vom Typ B und 50 Landschaftsschutzgebiete vom Typ C. Das LSG gehört zum Naturpark Sauerland-Rothaargebirge.

## Gebietsbeschreibung
Das LSG besteht aus zwei Teilflächen. Eine Teilfläche liegt südlich von Remblinghausen und die zweite um den Weiler Ennert (Meschede). Das LSG geht bis an den Dorfrand. Im LSG befinden sich landwirtschaftliche Offenlandbereiche, meist Äcker.
Der Landschaftsplan schreibt zum Wert des LSG: „Neben der erheblichen Naherholungsbedeutung, die dem Offenland hier zukommt, bietet das rel. strukturreiche Gesamtgebiet auch Nahrungs- und Rasthabitate für gefährdete Vogelarten und hebt unmittelbar unterhalb der Bergkette Goldener Strauch / Bremscheid / Astenberg den Kontrast der Senkenlandschaft gegenüber dem „Hochsauerländer Schluchtgebirge“ hervor.“

## Schutzzweck
Zum Schutzzweck der LSG vom Typ B Ortsrandlagen, Landschaftscharakter im Landschaftsplangebiet Meschede führt der Landschaftsplan auf: „Sicherung der Vielfalt und Eigenart der Landschaft im Nahbereich der Ortslagen sowie in alten landwirtschaftlichen Vorranggebieten insbesondere durch deren Offenhaltung; Erhaltung der Leistungsfähigkeit des Naturhaushalts hinsichtlich seines Artenspektrums und der Nutzungsfähigkeit der Naturgüter (hier: leistungsfähige Böden); Umsetzung der Entwicklungsziele 1.1 und – primär – 1.5 zum Schutz des spezifischen Charakters und der Identität der landschaftlichen Teilräume; entsprechend dem Schutzzweck unter 2.3.1 auch Ergänzung der strenger geschützten Teile dieses Naturraums durch den Schutz ihrer Umgebung vor Eingriffen, die den herausragenden Wert dieser Naturschutzgebiete und Schutzobjekte mindern könnten (Pufferzonenfunktion); Erhaltung der im gesamten Gebiet verstreut anzutreffenden kulturhistorischen Relikte.“

## Rechtliche Vorschriften
Wie in den anderen Landschaftsschutzgebieten im Stadtgebiet besteht im LSG ein Verbot Bauwerke zu errichten. Vom Verbot ausgenommen sind Bauvorhaben für Gartenbaubetriebe, Land- und Forstwirtschaft. Die Untere Naturschutzbehörde kann Ausnahme-Genehmigungen für Bauten aller Art erteilen. Wie in den anderen Landschaftsschutzgebieten vom Typ B in Meschede besteht im LSG ein Verbot der Erstaufforstung und Weihnachtsbaum-, Schmuckreisig- und Baumschul-Kulturen anzulegen.